# Atetoza
Atetoza (gr. ατηετηορ = nieuporządkowany) – zaburzenie neurologiczne polegające na występowaniu niezależnych od woli, nierytmicznych, powolnych ruchów zlokalizowanych w kończynach górnych, których największe natężenie dotyczy ich dystalnych (końcowych) odcinków, osiągając największe nasilenie w obrębie palców. Ruchy atetotyczne są skutkiem nieskoordynowanych skurczów mięśni agonistycznych i antagonistycznych; mogą być objawem uszkodzenia jądra ogoniastego, skorupy lub gałki bladej. W dyskinetycznej postaci mózgowego porażenia dziecięcego atetoza może występować łącznie z ruchami pląsawiczymi, stanowiąc objaw zwany choreoatetozą.